# Andreas Pyka
Andreas Pyka (* 7. Mai 1969 in Ichenhausen) ist ein deutscher Wirtschaftswissenschaftler und Hochschullehrer für Innovationsökonomie sowie Prorektor für Internationalisierung an der Universität Hohenheim.

## Leben und Wirken
Pyka studierte Wirtschaftswissenschaften an der Universität Augsburg, wo er 1999 promovierte. Auf weitere wissenschaftliche Tätigkeit am Institut national de la recherche agronomique / Sociologie et économie de la recherche & développement (INRA/SERD) in Grenoble (1999–2000), an der Universität Augsburg (2000–2006), an den Austrian Research Centers in Wien (2002–2003) einschließlich Habilitation an der Universität Augsburg (2004) folgten eine Professur für Wirtschaftstheorie an der Universität Bremen (2006–2009), eine Gastprofessur an der TU Delft in den Niederlanden (2007–2008) und der Ruf an die Fakultät für Wirtschafts- und Sozialwissenschaften der Universität Hohenheim.
In der akademischen Selbstverwaltung engagierte er sich u. a. als gewählter Mittelbauvertreter an der Universität Augsburg, als gewähltes Mitglied im Fachbereichsrat Wirtschaftswissenschaften an der Universität Bremen, als Prodekan an der Wirtschafts- und Sozialwissenschaftlichen Fakultät der Universität Hohenheim. Pyka ist seit 2011 als Prorektor für Internationalisierung der Universität Hohenheim und wurde in diesem Amt 2023 bestätigt.

## Forschungsbereiche
- Modern Innovation Theory
- Industrial Economics
- Complexity Economics
- Neo-Schumpeterian Economics and Industrial Dynamics
- Biotechnology Industries
- Energy and Innovation
- Innovation Networks
- Innovation and Employment
- R&D Policy

## Mitgliedschaften
- European Association of Evolutionary Political Economy (EAEPE) - Research Area [D] Innovation and Technical Change
- International Joseph Alois Schumpeter Society (ISS)
- Lisbon Civic Forum (LCF)
- Neue Website des SKIN Models: SKIN - Simulating Knowledge Dynamics in Innovation Networks
- Türkisch-Deutsche Universität in Istanbul

## Veröffentlichungen (Auswahl)
- Economic Behaviour and Agent-Based Modelling, in: Roger Frantz, Shu-Heng Chen, Kurt Dopfer, Floris Heukelom, Shabnam Mousavi (eds.), Routledge Handbook of Behavioral Economics, Routledge, Abingdon, UK, 405–415
- „Innovation und die Krise: Vor uns die goldenen 20er Jahre?“
- „Technological Forecasting and Social Change“
- Publikationen am Lehrstuhl von Andreas Pyka